# 関口まい
関口 まい（せきぐち まい、1983年1月11日 - ）は、日本の女優、タレントである。松竹エンタテインメントを経て、太田プロダクションに所属する。

## 来歴・人物
大阪府箕面市生まれ。特技はネイルアート、声楽と書道。父は落語家でタレントの桂ざこば、叔父は桂雀々、いとこはJAY'ED。
主に関西ローカルのタレントとして活動するほか、女優として舞台に出演している。父同様に大阪弁に達者である。
高校時代から、ラジオ番組 『ナインティナインのオールナイトニッポン』（ニッポン放送）を聴いており、番組にも何度か出演した。
2008年（平成20年）8月に桂三枝の弟子の桂三若と結婚した。8月9日に大阪天満宮で挙式して12月11日に披露宴を催した。
2010年（平成22年）3月に第一子となる長男を出産している。
2011年（平成23年）3月に桂三若と離婚。

## 出演
- 関口まいのOn My Radio（FM千里）
- 関口まいのてんてこまい（FMジャングル）
- 梶子とまいのチャッチャといこか → 梶子とまいのしゃべりでごめんね。（KBS京都）
- 関口まいと梶浦梶子のサクッとラジオ（MBSラジオ）

### その他テレビ・ラジオ番組
- あん!（MBSテレビ） - 関西ローカルの情報ワイド番組月曜コメンテーター。
- ざこばの場（ABCラジオ） - 桂ざこばと親子でパーソナリティーを担当している。
- 新婚さんいらっしゃい!（ABCテレビ・テレビ朝日系） - 2009年（平成21年）2月1日、桂三若と共に「新婚さん」として出演。
- 山田邦子のおすすめツアー徹底紹介（旅チャンネル）
- 山田邦子の教えて!旅のアレコレ（旅チャンネル）
- さんま御殿
- アッコにおまかせ!
- ちちんぷいぷい
- 魔法のレストラン
- 明石家電視台
- ごきげんよう
- たかじん胸いっぱい
- いい朝８時！

### 映画・Vシネマ
- キタの帝王（1996年） - 山口モモヨ役
- 泥棒貴族 BODY HUNTER（1996年） - 田所早紀役
- 泥棒貴族 BODY HUNTER II（1997年） - 田所早紀役
- 大阪物語（1999年） - むつみ役
- バトル・ロワイアル（2000年、東映） - 南佳織役
- バトル・ロワイアル【特別篇】（2001年、東映） - 南佳織役
- KARAOKE-人生紙一重-（2005年） - ドン兵衛の声

### 舞台
- ミュージカル『ハーレムキッズ・シンフォニー』（1993年）
- ミュージカル『スクルージ』（1994年）
- 舞台劇『コルチャック先生』（1995年） - ヘラ役
- 舞台劇『宮沢賢治』（1996年） - 田所ミツ役
- 中条きよし特別公演『任侠二代目はん』（1997年） - お君役
- ミュージカル『フライング・フィッシュ』（1998年）
- 南座6月公演『かわら版忠臣蔵（おかる役）』（1999年） - おかる役
- 時代劇『忠臣蔵』（2000年4月） - お寅・おかめ2役
- 松竹新喜劇『師走爆笑公演』（2001年12月） - よし子・おしま2役
- ２００１年〜現在　南座『二階の奥さん』『大阪ぎらい物語』『はなのお六』『お祭り提灯』
- ２００１年〜現在　松竹座『愚兄愚弟』『夫婦善哉』『桂春団治』『狸御殿』『喜劇なにわ八景』
- ２００１年〜現在　新橋演舞場『狸御殿』『二階の奥さん』『大阪ぎらい物語』『はなのお六』『夫婦善哉』『桂春団治』
- ２００１年〜現在　博多座『はなのお六』『夫婦善哉』『桂春団治』『太夫さん』など

### ドラマ
- ルーキー!（フジテレビ） - かなこ役

### ラジオ
- テリー伊藤のってけラジオ（ニッポン放送） - 一時期、中継コーナー担当

### CM
- 国税調査